# The Beyond (álbum)
The Beyond es el segundo álbum de estudio de la banda sueca de post-metal Cult of Luna, lanzado en el año 2003. La temática que aborda es la disidencia respecto a las autoridades, similar en cierta forma con el álbum Panopticon' de 'Isis'. Este álbum conserva la crudeza de su antecesor, canalizada dentro de un sonido más limpio y cristalino. El tempo se mantiene bajo para dar pie a un sentimiento más expansivo y reflexivo, sirviendo de puente entre el álbum anterior con su siguiente material, Salvation.

## Lista de canciones
Todas escritas por Cult of Luna

| N.º | Título              | Duración |  |
| 1.  | «Inside Fort Meade» | 0:44     |  |
| 2.  | «Receiver»          | 8:08     |  |
| 3.  | «Genesis»           | 11:36    |  |
| 4.  | «The Watchtower»    | 6:20     |  |
| 5.  | «Circle»            | 8:10     |  |
| 6.  | «Arrival»           | 9:32     |  |
| 7.  | «Leash»             | 7:48     |  |
| 8.  | «Clones»            | 2:20     |  |
| 9.  | «Deliverance»       | 8:47     |  |
| 10. | «Further»           | 11:22    |  |

## Créditos
Integrantes
- Marco Hildèn – batería, percusiones
- Andreas Johansson – bajo
- Magnus Lindberg – percusiones, guitarra, grabación, mezclas y producción
- Erik Olofsson – guitarra
- Johannes Persson – voz, guitarra
- Klas Rydberg – voz

Personal adicional
- Per Gustafsson – arte y diseño gráfico
- Johanna Hedlund – chelo
- Thomas Hedlund – percusión adiciona
- Pelle Henricsson – producción, masterización y mezclasproduction, mastering and mixing
- Ola Klüft – voces adicionales
- Anders Pettersson - guitarra de pedal
- Jonas Rosen – voces adicionales